# Heeresgruppe Mackensen

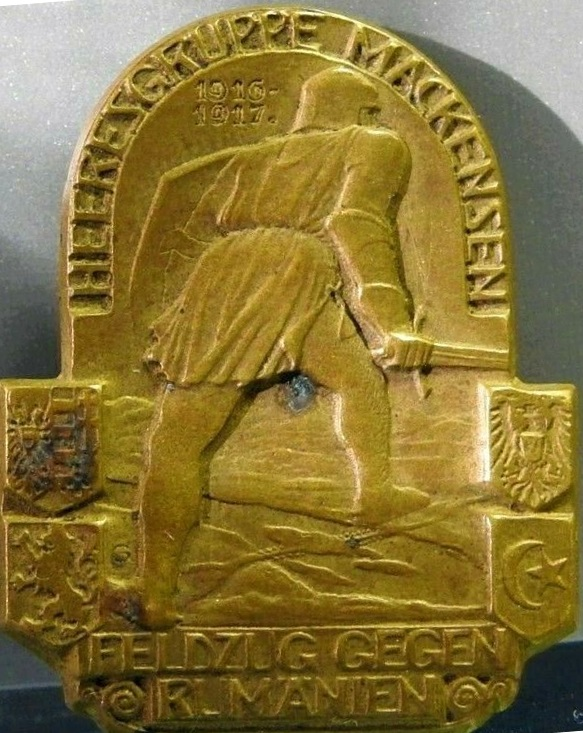
Abzeichen der Heeresgruppe Mackensen, die Heeresgruppe von Bulgarien kommend, schreitet über die Donau nach Rumänien

Die Heeresgruppe Mackensen war eine Heeresgruppe der Mittelmächte im Ersten Weltkrieg, die unter deutscher Führung in wechselnder Zusammensetzung an verschiedenen Fronten in Ost- und Südosteuropa eingesetzt war und von 1915 bis 1918 bestand.

## Geschichte

### Polen
In der Schlacht in den Karpaten im Winter 1914/15 war der Versuch der russischen Armee gescheitert, in die ungarische Tiefebene einzudringen. Nun sollten die Truppen der Mittelmächte Deutschland und Österreich-Ungarn im April 1915 zu einer Offensive in Südpolen antreten. Für die Schlacht von Gorlice-Tarnów stellte die deutsche Oberste Heeresleitung die Anfang 1915 neuaufgestellte 11. Armee zur Verfügung, deren Oberbefehl Generaloberst August von Mackensen (zuvor OB der 9. Armee) übernehmen sollte. Das k.u.k. Armeeoberkommando willigte ein, hierfür dem AOK 11 österreichisch-ungarische Truppen zu unterstellen. Von Mackensen traf am 16. April im vorgesehenen Operationsgebiet ein, wo er folgende Truppen zur Verfügung hatte:
- Gardekorps (1. und 2. Garde-Division)
- XXXXI. Reserve-Korps (81. und 82. Reserve-Division)
- X. Armee-Korps (19. und 20. Infanterie-Division)
- Korps Kneußl (119. Infanterie-Division und bayerische 11. Infanterie-Division)
- k.u.k. VI. Armeekorps (k.u.k. 12. Infanterie-Truppen- und k.u.k 39. Honved-Division)
- k.u.k. 11. Honved-Kavallerie-Division.

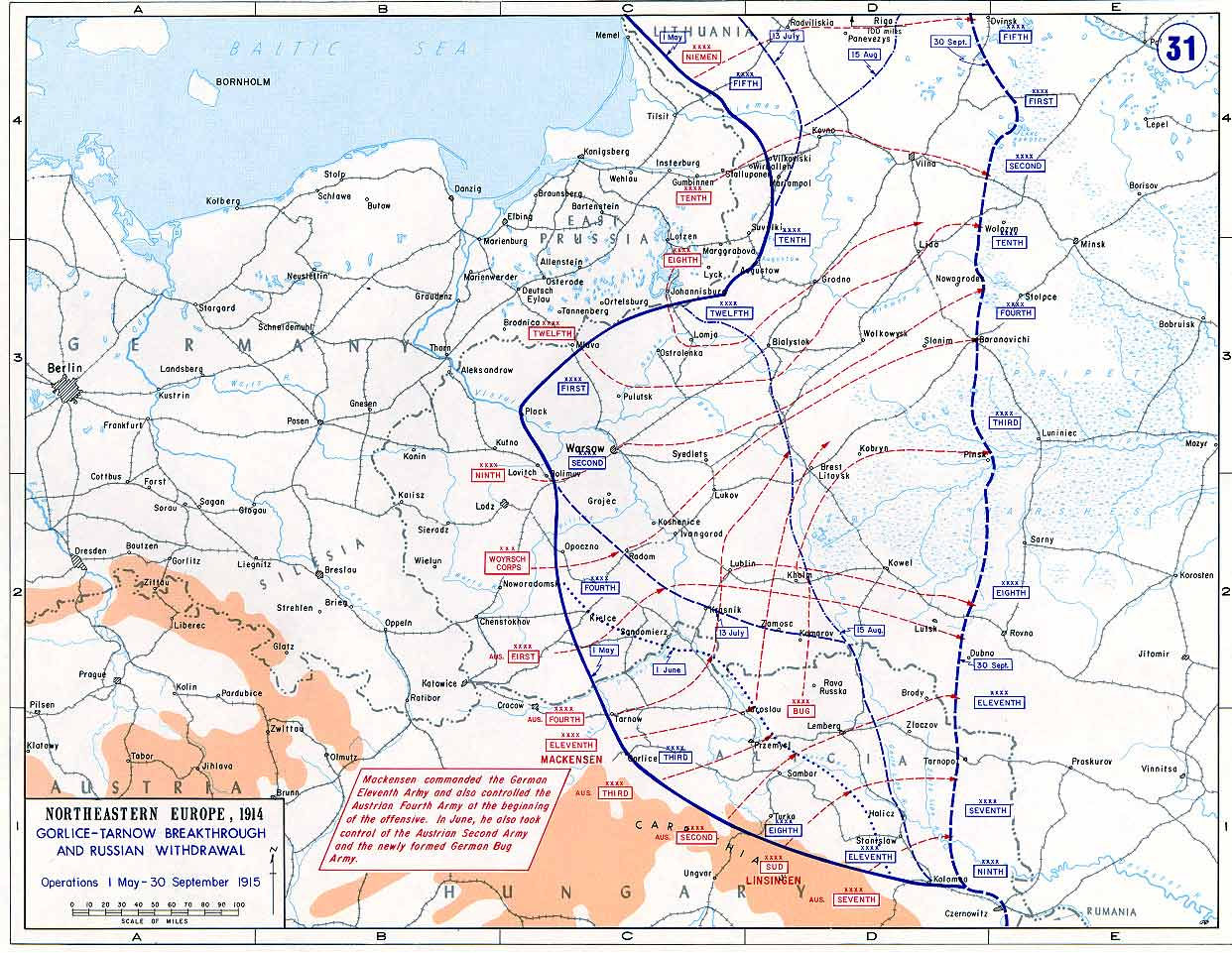
Verschiebung der Ostfront 1915

Nach der Einweisung durch die nominell vorgesetzte k.u.k. Heeresleitung in Teschen begab sich von Mackensen nach Neu Sandez, wo das Hauptquartier der Armeegruppe Mackensen aufgeschlagen wurde. De facto führte von Mackensen bereits eine Heeresgruppe, die aus der deutschen 11. Armee sowie der nördlich anschließenden k.u.k. 4. Armee (Erzherzog Joseph Ferdinand) bestand.
Im Zuge des Vordringens der Heeresgruppe nach Osten übersiedelte das Hauptquartier nach Jasło (9. Mai) und Jarosław (27. Mai). Hier wurde nach der Einnahme Przemyśls (3. Juni) für das weitere Vorgehen auf Lemberg auf Vorschlag von Mackensens die k.u.k. 2. Armee unter Eduard von Böhm-Ermolli (nach der Auflösung der rechts benachbarten k.u.k. 3. Armee unter Svetozar Boroević von Bojna, auch bedingt durch den Kriegseintritt Italiens) zusätzlich seinem Befehl unterstellt.
Nach der Einnahme Lembergs am 22. Juni, für die von Mackensen zum Generalfeldmarschall ernannt wurde, erfolgte für die nun folgende Bug-Offensive (ab 26. Juni) eine Umgruppierung: Die in östlicher Richtung angesetzte k.u.k. 2. Armee schied aus der Heeresgruppe aus, die sich nunmehr in nördlicher Richtung orientierte. Das Hauptquartier der Heeresgruppe verlegte nach Rawa-Ruska (30. Juni). Ferner wurde Anfang Juli die Bugarmee (Alexander von Linsingen) gebildet, die unter von Mackensens Befehl verblieb, und etwas später zwischen die k.u.k. 2. Armee und die 11. Armee die k.u.k. 1. Armee eingeschoben, die ebenfalls zeitweilig von Mackensens Vormarsch auf Brest-Litowsk unterstützte, das am 26. August fiel. Vom 8. August an lag das Heeresgruppenkommando in Lublin, ab 28. August in Biała.

### Serbien und Makedonien

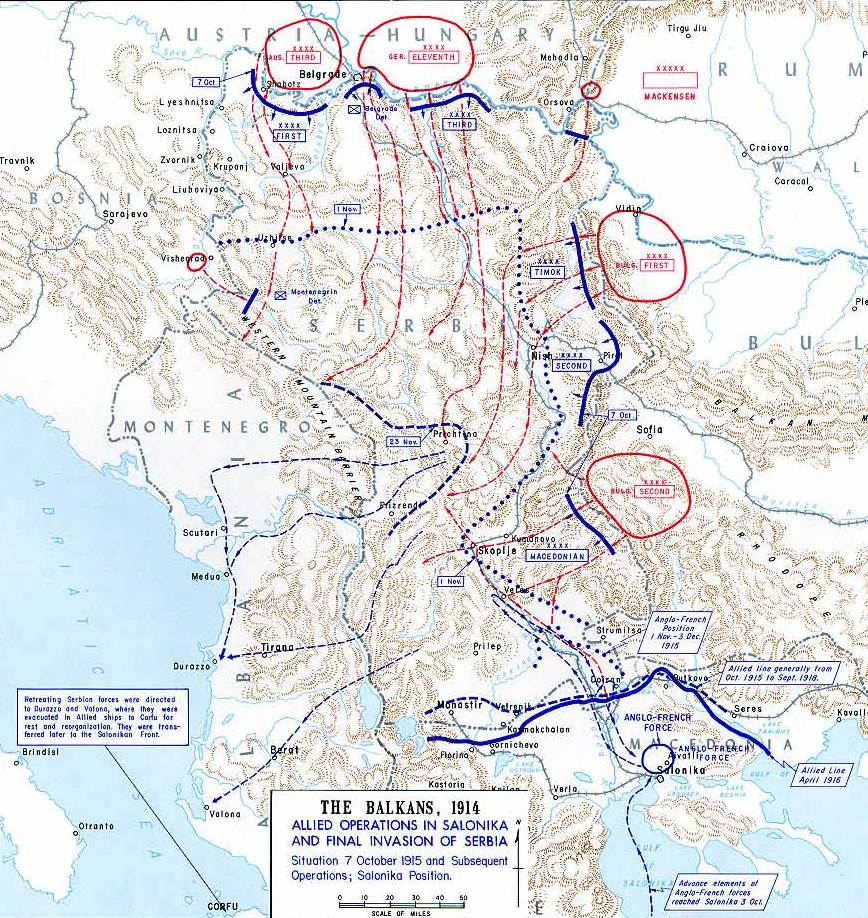
Serbischer Feldzug 1915

Am 18. September 1915 wurde im Zuge der Verlegung des Heeresgruppenkommandos von Mackensen nach Temeschwar das AOK 11 unter Verbleib der unterstellten Verbände bei der Bugarmee/Heeresgruppe Linsingen aufgelöst. Der Heeresgruppe Mackensen wurden für den Serbienfeldzug zunächst die neu aufgestellte 11. Armee unter Max von Gallwitz und die k.u.k. 3. Armee unter Hermann Kövess von Kövesshaza, zu denen später noch die bulgarische 1. Armee unter Kliment Bojadschiew kommen sollte. Am 29. September ergingen die Angriffsbefehle an die unterstellten Armeen und am 6. Oktober begann mit dem Übergang über die Donau der Feldzug.
Nach dem Fall Belgrads (9. Oktober) und dem Kriegseintritt Bulgariens (14. Oktober) wurde die serbische Armee bis Ende Oktober auf Kragujevac zurückgeschlagen. Von dort zog sie sich Anfang November nach Montenegro und ins Kosovo sowie nach Albanien zurück. Die k.u.k. 3. Armee übernahm die Sicherung der Grenze, während die deutschen und bulgarischen Truppen gegen die in Mazedonien eingedrungenen Entente-Streitkräfte vorgehen sollten. Diese konnten im Dezember am Vardar besiegt werden, wonach die Heeresgruppe sich an der griechischen Grenze für den Winter einrichtete. Ein Angriff auf das befestigte Lager der Alliierten in Saloniki wurde für Anfang Februar 1916 anvisiert, später aber verworfen, unter anderem wegen der gleichzeitigen Offensive gegen Verdun. Das letzte Hauptquartier der Heeresgruppe in Mazedonien befand sich in Skopje. Den Oberbefehl über die dortigen Truppen der Mittelmächte übernahm nach dem Abzug des Heeresgruppenkommandos im August zunächst das bulgarische Oberkommando, später die Heeresgruppe Below.

### Rumänien
Aufgrund der großen Schlachten des Jahres 1916 bei Verdun, an der Somme und in Galizien befanden sich die Mittelmächte im Sommer 1916 in einer ungünstigen Position. Es war zu erwarten, dass Rumänien bald auf Seiten der Entente in den Krieg eintreten würde. Daher trafen die Chefs des deutschen und österreich-ungarischen Generalstabs sowie der bulgarische Oberst Gantschew am 28. Juli in Pleß ein Abkommen über das gemeinsame Handeln im Falle des rumänischen Kriegseintritts, dem sich später das Osmanische Reich anschloss. Man rechnete mit einem rumänischen Angriff auf Siebenbürgen, der mit einer Offensive von Bulgarien aus in die Dobrudscha beantwortet werden sollte. Mit deren Führung sollte Generalfeldmarschall von Mackensen beauftragt werden.
Am 28. August übernahm von Mackensen den Oberbefehl über die aus der bulgarischen 3. Armee, einigen deutschen und österreichischen Einheiten und dem osmanischen VI. Armeekorps bestehende Heeresgruppe, deren Feldzug in der Nacht zum 2. September begann. Ihr gegenüber standen neben rumänischen auch russische Verbände, die zur Unterstützung in die Dobrudscha entsandt worden waren. Von Mackensen gelang es unter anderem, die Donaufestungen Tutrakan und Silistra einzunehmen und den Gegner in den Raum Constanța zurückzudrängen. Die Stadt, die als Hafen für die russischen Dobrudscha-Truppen diente, wurde am 22. Oktober eingenommen und somit die Voraussetzungen für den Donau-Übergang der Heeresgruppe geschaffen. Hierzu trat die neugebildete Donau-Armee (Robert Kosch) unter den Befehl der Heeresgruppe.

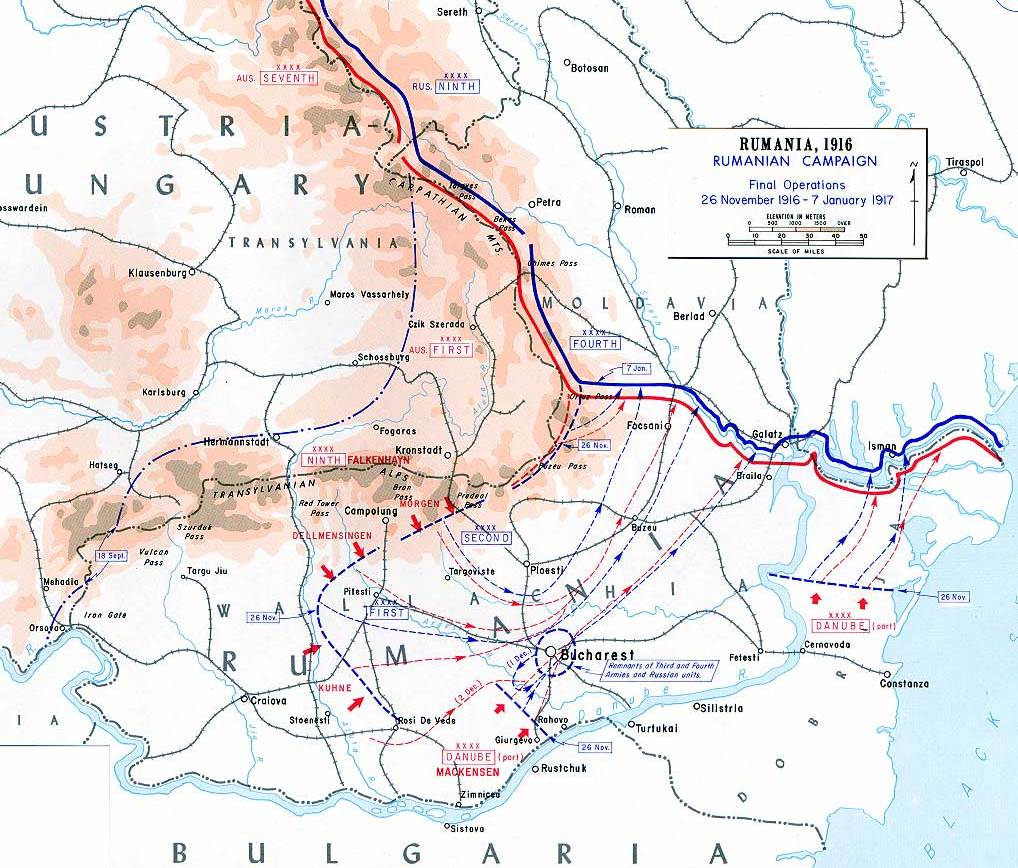
Ende des Feldzuges in Rumänien

Der Donau-Übergang fand am 23. November bei Swischtow statt, gesichert durch die k.u.k. Donauflottille. Bis Ende November war der Argeș erreicht und die Verbindung mit der 9. Armee unter Erich von Falkenhayn hergestellt, die nun ebenfalls von Mackensen unterstellt wurde. In der Schlacht am Argesch (1. bis 6. Dezember) gelang es, die Rumänen zurückzuwerfen und in der Folge Bukarest einzunehmen. Um Weihnachten 1916 kam es zur Schlacht bei Rimnicul-Sarat, nach der fast die gesamte Walachei besetzt wurde.
Das neue Jahr begann mit der Schlacht an der Putna. Am 8. Januar wurde Focșani eingenommen. Damit waren die Ziele der OHL erreicht, und die Heeresgruppe richtete sich zum Stellungskrieg ein. Im Sommer 1917 kam es nach der Kerenski-Offensive noch einmal zu russisch-rumänischen Angriffen, die in der Schlacht von Mărăști und der Schlacht von Mărășești bis September abgewiesen wurden. Dies waren die letzten größeren Kampfhandlungen an der rumänischen Front. Nach der Oktoberrevolution in Russland war auch Rumänien gezwungen, um einen Waffenstillstand nachzusuchen. Dieser ging als Waffenstillstand von Focșani vom 9. Dezember 1917 zwischen den vier Mittelmächten einerseits und Russland und Rumänien andererseits in die Geschichte ein. Nach dem Frieden von Bukarest vom 7. Mai 1918 wurde die Heeresgruppe Mackensen in das Oberkommando des Besatzungsheeres umgewandelt.

## Führung
Oberbefehlshaber
- Generaloberst/Generalfeldmarschall August von Mackensen (1915 bis 1918)

Chef des Stabes
- Oberst/Generalmajor Hans von Seeckt (ab April 1915)
- Generalmajor Gerhard Tappen (ab August 1916)
- Oberst/Generalmajor Emil Hell (ab Dezember 1916)
- Oberst Friedrich Wilhelm von Schwartzkoppen (ab April 1918)